# 이데 다메오
이데 다메오(일본어: 井出 多米夫, 1908년 11월 27일 ~ 1998년 8월 17일)는 일본의 축구 선수이다.

## 국가대표팀 경력
그는 1930년 극동 선수권 대회에 참가할 일본 국가대표팀에 발탁되었으며, 5월 25일 필리핀와의 경기에서 데뷔했다. 금메달 획득에 기여했다.

## 통계
| 일본 | 일본 | 일본 |
| 연도 | 출전 | 득점 |
| ---- | ---- | ---- |
| 1930 | 1    | 0    |
| 통산 | 1    | 0    |